# Polcevera
Polcevera er en 11 km lang italiensk flod ved Genova i Ligurien.

## Geografi
Polcevera er dannes i Pontedecimo ved sammenløbet af floderne Riccò fra venstre og Verde fra højre. Fra Pontedecimo løber Polcevera mod syd. I Bolzaneto løber den sammen med bifloden Secca. Polcevera udmunder i Det Liguriske Hav mellem Sampierdarena og Cornigliano som er to kvarterer (quartieri) i Genova. Polcevera er 11 km lang. Hvis man medregner Verde, bliver den samlede længde 19 km.
Afvandingsområdet er 140 km² og ligger i udelukkende provinsen Genova. Dets højeste punkt er Monte Taccone (1.113 m).
Motorsvejbroen Ponte Morandi fører Autostrada A10 over Polcevera omkring 3 km før udmundingen. Broen kollapsede 14. august 2018.

## Fotogalleri
- Pontedecimo: sammenløbet af torrente Verde (til venstre) og Riccò (til højre)
- Polcevera-dalen
- Ponte Morandi, en motorvejsbro som kollapsede 14. august 2018
- Polceveras udmunding ved Genovas havn